# Porphyrophora jaapi
Porphyrophora jaapi är en insektsart som beskrevs av Jakubski 1965. Porphyrophora jaapi ingår i släktet Porphyrophora och familjen pärlsköldlöss. Inga underarter finns listade i Catalogue of Life.